# 마도 3호선
마도 3호선은 대한민국 충청남도 태안군 마도 앞바다에서 발견된 고려시대의 난파선이다. 마도 3호선은 1265~1268년 사이에 지금의 전라남도 여수시 일대에서 거둔 곡물 등을 싣고 강화도로 항해하던 중 마도 앞바다에서 침몰하였으며, 2009년 9월 12일 에 발견되어 국립해양유산연구소에서 2011년 5월부터 11월까지 발굴 조사 후 마도 3호선으로 명명하였다.

## 발견
태안 마도 앞바다의 안흥량(安興梁) 일대는 해저 지형의 영향으로 물살이 급하여 과거부터 난행량(難行梁)으로 불리던 해역으로, 해난 사고가 자주 발생하였다. 그런데 1990년대 마도와 신진도를 잇는 제방이 건설되어 조류의 흐름이 바뀌면서 퇴적층이 침식되었으며, 갯벌에 묻혀 있던 유물이 해저 표면으로 드러난 것으로 추정된다. 2007년 7월 태안 마도 주민 심선택 외 1명은 어로 작업 중 그물에 걸려 올라온 청자 대접 등 유물을 확인하고 신고하였으며, 이에 국립해양유산연구소에서 마도 해역 수중발굴조사를 진행하여 2009년 5월에 마도 1호선을 발견한 데 이어 동년 9월에는 마도 3호선, 10월에는 마도 2호선을 발견하였다.)

## 유물

### 목간 및 죽찰
마도 3호선에서는 선적 화물의 발신자, 수신자, 내용물 등을 표기하기 위한 목적의 목간 15점과 죽찰 20점이 발견되었다. 목간을 통해 마도 3호선이 1265년~1269년 사이에 여수 일대에서 출발하여 당시 고려의 임시 수도였던 강화도로 향하다 침몰하였음을 특정할 수 있게 되었다.
呂水縣副事審宅田出皮麥柒斗□■■
 여수현 부사심댁(에 올림). 전출 피맥 일곱 말. (이하 의미 불명)

화물의 수취인은 여수현 부사심이다. 여수현은 현재의 전라남도 여수시로, 마도 3호선의 화물 발송지 중 하나이다.
辛允和侍郞宅上
신윤화 시랑 댁에 올림

신윤화는 원종 원년(1260년)에 몽골에 사신으로 다녀오는데, 그때의 관직은 장군이다. 장군과 시랑은 모두 4품으로, 마도 3호선이 1260년을 전후한 시기에 출항하였음을 알 수 있다.
兪承制宅上
유승제 댁에 올림

수취인은 유승제인데, 유씨 성을 가진 승제라는 관직에 있는 사람이다. 승제는 고려시대 왕명 출납을 담당한 승선의 다른 이름으로, 신윤화가 시랑으로 재직했던 1260년을 전후한 시기에 승선직에 있는 유씨는 유천우(兪千遇)가 있었다. 유천우는 원종 초에 추밀원우부승선, 1265년에 지주사였고 1269년에 참지정사로 승진한다. 따라서 앞의 신윤화와 유천우의 관력을 살펴보면, 마도3호선은 1260년에서 1269년 사이라고 추정할 수 있다.
事審金令公主宅上
사심 김영공님 댁에 올림

영공(令公)은 제왕(諸王)에게만 쓰이던 극존칭이고, 신윤화와 유천우를 통해 확인된 마도3호선의 침몰 시기인 1260년대에 일반 신료로 영공이라는 호칭을 쓸 수 있는 사람은 무인집정 김준에 한정된다. 또한 김준은 1265년에 해양후에 봉해지기 때문에, 영공이라는 호칭을 공식적으로 사용할 수 있게 되었다. 김준은 1269년에 사망하였으므로, 마도3호선의 침몰시기는 1265~1269년으로 확인된다.

### 도자기
마도 3호선 발굴조사 결과 선체 내·외부에서 도기 50점, 자기 41점이 발견되었다. 일부 도기호 내부에서는 청어, 밴댕이, 전어, 조기류 등이 발견되어 생선 젓갈을 담았던 것으로 추정되며, 당시의 식생활을 보여주고 있다. 자기류는 교란유물로 추정되는 백자 6점을 비롯하여, 청자 35점도 출처가 마도 3호선인지 명확하지 않다.

### 선체
마도 3호선의 선체는 길이 12m, 너비 8m 가량이 거의 완전한 상태로 발견되었다. 마도 3호선은 고려시대의 선박이 완전한 형태로 발견된 최초의 사례로, 선체를 부재별로 해체하여 인양할지, 통째 인양할지 인양 방식이 결정되지 않아 내부 유물 발굴 후 다시 흙으로 매립하였다.

## 같이 보기
- 마도 1호선
- 마도 2호선